# Веригинская (Ростовско-Минское сельское поселение)
Веригинская (или Курицина) — деревня  Устьянского района Архангельской области России. Входит в муниципальное образование «Ростовско-Минское».

## География
Находится в южной части Архангельской области, в левобережье реки Заячьей, у Заяречицкого Погоста на расстоянии приблизительно 21 км на юг по прямой от административного центра района поселка Октябрьский.

## История
Первое упоминание деревни Веригинской датируется 1685 годом. В переписной книге 1692 года упоминается как Курицинская. Входила в Растовскую (Заячерицкую) волость.
В 1859 году здесь (деревня Тотемского уезда Вологодской губернии) было учтено 9 дворов. До 2022 года входила в Ростовско-Минское сельское поселение до его упразднения.

## Население
Численность населения: 88 человек (1859 год), 12 (русские 92 %) в 2002 году, 2 в 2010.